# Michail Gratsjov

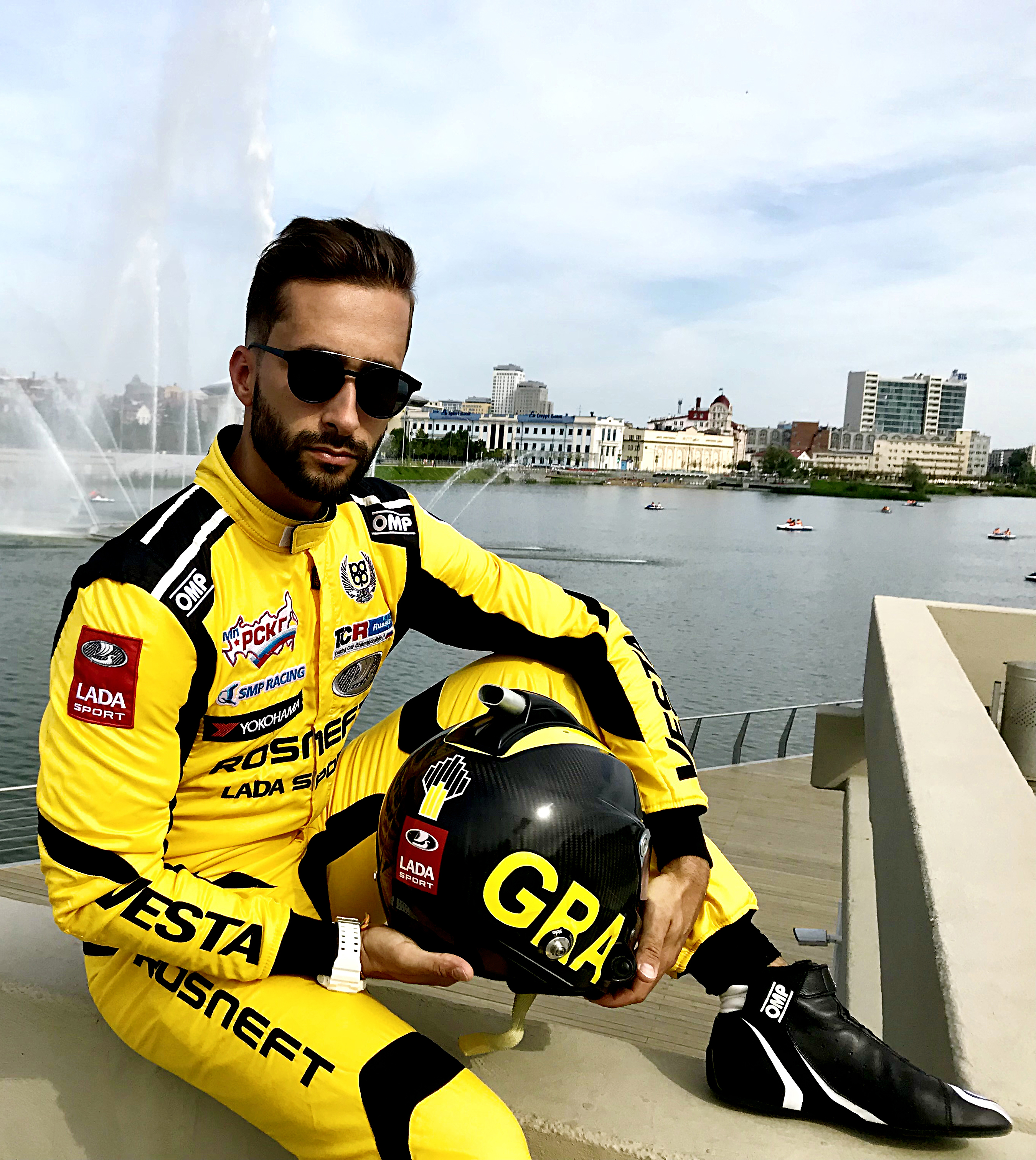
Michail Gratsjov

Michail Gratsjov (Russisch: Михаил Грачёв) (Omsk, 4 januari 1988) is een Russisch autocoureur.

## Carrière
Gratsjov begon zijn autosportcarrière in het karting in 2008. In 2011 maakte hij zijn debuut in de Touring-Light-klasse het Russian Touring Car Championship, waar hij in 2012 het kampioenschap won. In 2013 en 2014 reed hij in het hoofdkampioenschap en won beide seizoenen. Hiernaast reed hij in 2013 en 2014 ook in enkele races in de European Touring Car Cup voor de teams AMG Motorsport en Proteam Racing. In 2014 won hij op de Slovakiaring één race in de Super 2000-klasse, waardoor hij vijfde werd in de eindstand. In 2014 reed hij ook enkele races in de Lamborghini Super Trofeo en de ADAC Procar Series.
In 2015 maakte Gratsjov zijn debuut in de TCR International Series voor het Liqui Moly Team Engstler. Met twee podiumplaatsen op het Sochi Autodrom en het Circuito da Guia werd hij achtste in het kampioenschap met 105 punten. In 2016 blijft hij actief voor Engstler.